# السقوط (مسلسل)
السقوط (بالإنجليزية: The Fall)‏ هو مسلسل درامي تلفزيوني من قناة بي بي سي تقع أحداثه في أيرلندا الشمالية. يقوم ببطول المسلسل جيليان أندرسون ضابطة شرطة ذات درجة عالية حيث تقوم بالتحقيق في سلسلة من جرائم القتل في بلفاست، والممثل الإيرلندي الشمالي جيمي دورنان الذي يلعب دور قاتل متسلسل الذي تقوم المحققة بمطاردته.
تم بداية عرض المسلسل في أيرلندا في 12 مايو 2013، وتم إطلاق الجزء الثاني في 13 نوفمبر 2014.

## روابط خارجية
- The Fall على موقع IMDb (الإنجليزية)
- The Fall على موقع ميتاكريتيك (الإنجليزية)
- The Fall على موقع روتن توميتوز (الإنجليزية)
- The Fall على موقع نتفليكس (الإنجليزية)
- The Fall على موقع فيلمافينيتي (الإسبانية)
- The Fall على موقع كينوبويسك (الروسية)
- The Fall على موقع ألو سيني (الفرنسية)
- The Fall على موقع قاعدة بيانات الفيلم (الإنجليزية)